# 윤미라
윤미라(1951년 12월 18일 ~ )는 대한민국의 배우이다.

## 생애
1969년 영화 《사랑하고 있어요》의 단역을 통해 영화배우로 첫 데뷔를 하였고, 1972년 영화 《처녀 사공》으로 처음 주연을 맡아 대종상영화제 신인상을 수상했다. 1978년에는 영화 《고가》로 대종상영화제 여우주연상을 타는 등 영화계에서 화려한 활약을 펼쳤다.
1979년 간통 스캔들에 휘말려 활동을 중단했다가, 1982년 TV 드라마로 선회하여 재기에 성공했다. TV 드라마 대표작으로는 《서울의 달》, 《정 때문에》, 《솔약국집 아들들》 등이 있다.

## 학력
- 광주여자고등학교 졸업

## 출연작

### 영화
- 1969년 《사랑하고 있어요》
- 1970년 《슬퍼도 떠나주마》
- 1970년 《쌍검》
- 1970년 《EXPO 70 동경전선》
- 1970년 《팔도 가시나이》
- 1970년 《극동의 무적자》
- 1972년 《며느리의 한》
- 1972년 《옥녀의 한》
- 1973년 《비원》
- 1973년 《석양의 두 얼굴》
- 1973년 《처녀 사공》 ... 황숙 역
- 1974년 《나의 인생 고백》
- 1974년 《아내들의 행진》
- 1974년 《호랑이 아줌마》
- 1975년 《남사당》 ... 덕이 역
- 1975년 《바보 용칠이》
- 1975년 《황금마담》
- 1976년 《젊은 도시》
- 1976년 《가족》
- 1976년 《딸 삼형제》
- 1976년 《여수 대탈옥》
- 1976년 《여자를 찾습니다》
- 1976년 《영노》
- 1976년 《오계》
- 1976년 《옥중녀》
- 1976년 《의혈문》
- 1977년 《엄마 없는 하늘 아래 2》
- 1977년 《캐논청진공작》
- 1977년 《폭풍을 몰고 온 여자》
- 1977년 《미스터 오》
- 1978년 《고가》
- 1978년 《엄마 없는 하늘 아래 3 - 병아리들의 잔칫날》
- 1978년 《부초》
- 1978년 《사랑의 양지》
- 1979년 《엄마 없는 하늘 아래 4》
- 1980년 《여자의 이 아픔을》
- 1981년 《인천》
- 1981년 《노상에서》
- 1981년 《여자가 울린 남자》 ... 미령 역
- 2002년 《서프라이즈》 ... 미령 모 역
- 2011년 《써니》 ... 과거사진 역(특별출연)

### TV 드라마
- 1982년 KBS 1TV 단막극 《TV문학관 - 열녀문》 #TV 데뷔작
- 1983년 KBS 2TV 금요드라마 《갈매기 처녀》
- 1983년 KBS 1TV 단막극 《TV문학관 - 사랑방 손님과 어머니》 ... 옥희 엄마 역
- 1983년 KBS 1TV 대하드라마 《개국》 ... 반야 모, 두례 역
- 1983년 KBS 2TV 일일드라마 《남매》
- 1984년 KBS 2TV 주간연속극 《불꽃놀이》 ... 다혜 역
- 1984년 KBS 1TV 대하드라마 《독립문》 ... 김정숙 역
- 1984년 KBS 2TV 주간연속극 《경상도 아가씨》 ... 경상도 아가씨 역
- 1985년 KBS 1TV 대하드라마 《새벽》 ... 김수임 역
- 1986년 KBS 1TV 특집드라마《멀고먼 사람들》
- 1986년 KBS 2TV 일일연속극 《여보 미안해》
- 1988년 MBC 일요아침드라마 《한지붕 세가족》 ... 윤 여사 역
- 1989년 MBC 대하드라마 《제2공화국》 ... 백형숙 역
- 1989년 KBS 2TV 일일사극 《천명》
- 1989년 KBS 2TV 미니시리즈 《절반의 실패》
- 1990년 KBS 1TV 대하드라마 《여명의 그날》 ... 진웨이 역
- 1992년 KBS 2TV 미니시리즈 《추리 3부작 - 황금분할》
- 1992년 KBS 2TV 6.25특집극 《시간과 눈물》
- 1994년 MBC 주말연속극 《서울의 달》 ... 옥희 역
- 1994년 KBS 미니시리즈 《사라비아 공화국》 ... 마가부인 역
- 1994년 MBC 일요아침드라마 《짝》 ... 갑순 역
- 1995년 MBC 신년특집코미디 《캠퍼스 대소동》 ... 강여사 역
- 1995년 KBS 1TV 일일연속극 《바람은 불어도》 ... 김말순 역
- 1996년 KBS 2TV 주말연속극 《첫사랑》 ... 송여사 역
- 1996년 KBS 1TV TV소설 《은하수》 ... 여사장 역
- 1996년 KBS 2TV 미니시리즈 《엄마는 출장중》
- 1997년 KBS 1TV 일일연속극 《정 때문에》 ... 홍금표 역
- 1998년 MBC 미니시리즈 《육남매》 ... 이정순 역
- 1998년 KBS 1TV TV소설 《은아의 뜰》 ... 큰어머니 역
- 1999년 MBC 일일연속극 《하나뿐인 당신》 ... 차옥자 역
- 1999년 SBS 아침연속극 《그녀의 선택》 ... 연희 모 역
- 1999년 MBC 주말연속극 《남의 속도 모르고》 ... 나도봉 역
- 2000년 MBC 일요아침드라마 《눈으로 말해요》 ... 옥남 역
- 2000년 KBS 2TV 아침드라마 《내일은 맑음》
- 2000년 KBS 1TV 일일연속극 《좋은걸 어떡해》 ... 여상숙 역
- 2000년 SBS 드라마스페셜 《여자만세》 ... 다영 이모 역
- 2001년 MBC 일일연속극 《결혼의 법칙》 ... 박달자 역
- 2001년 KBS 1TV 전원드라마 《대추나무 사랑 걸렸네》 ... 두심 역
- 2001년 SBS 일일드라마 《이 부부가 사는 법》 ... 송정희 역
- 2002년 KBS 2TV 일요아침드라마 《언제나 두근두근》 ... 황수임 역
- 2002년 SBS 주말극장 《그 여자 사람잡네》 ... 양동희 역
- 2003년 KBS 2TV 월화드라마 《아내》 ... 금촌댁 역
- 2003년 SBS 주말극장 《백수탈출》 ... 조창숙 역
- 2003년 MBC 일일연속극 《귀여운 여인》 ... 백금례 역
- 2004년 KBS 2TV 주말연속극 《애정의 조건》 ... 이현실 역
- 2005년 MBC HD 일일연속극 《굳세어라 금순아》 ... 오미자 역
- 2005년 KBS 2TV HD 수목드라마 《장밋빛 인생》 ... 슈퍼 역
- 2005년 SBS 금요드라마 《그 여자》 ... 지수 모 역
- 2006년 KBS 2TV 주말연속극 《소문난 칠공주》 ... 반찬순 역
- 2006년 SBS 주말 특별기획 《게임의 여왕》 ... 은설의 유모, 장수자 역
- 2007년 MBC 미니시리즈 《케 세라 세라》 ... 윤정임 역
- 2007년 MBC 주말연속극 《겨울새》 ... 이 여사 역
- 2007년 SBS 아침연속극 《미워도 좋아》 ... 정순임 역
- 2008년 MBC 일일연속극 《춘자네 경사났네》 ... 허영애 역
- 2008년 SBS 일일드라마 《아내의 유혹》 ... 윤미자 역
- 2009년 KBS 2TV 주말연속극 《솔약국집 아들들》 ... 배옥희 역
- 2010년 KBS 1TV 일일연속극 《바람불어 좋은 날》 ... 윤선희 역
- 2011년 KBS 2TV 주말연속극 《사랑을 믿어요》 ... 윤화영 역
- 2011년 SBS 아침연속극 《장미의 전쟁》 ... 유 여사 역
- 2012년 SBS 주말극장 《맛있는 인생》 ... 한봉순 역
- 2012년 MBC 일일연속극 《그대 없인 못살아》 ... 이미자 역
- 2013년 SBS 아침연속극 《당신의 여자》 ... 박순자 역
- 2013년 SBS 주말극장 《열애》 ... 장복희 역
- 2013년 MBC 일일연속극 《빛나는 로맨스》 ... 허말숙 역
- 2014년 TV조선 주말드라마 《최고의 결혼》 ... 전려자 역
- 2015년 SBS 주말 특별기획 《내마음 반짝반짝》 ... 이말숙 역
- 2015년 MBC 주말연속극 《엄마》 ... 장여사 역
- 2016년 MBC 주말특별기획 《아버님 제가 모실게요》 ... 한애리 역
- 2017년 SBS 드라마스페셜 《다시 만난 세계》 ... 도여사 역
- 2018년 SBS 아침연속극 《나도 엄마야》 ... 임은자 역
- 2021년 SBS 아침연속극 《아모르 파티 - 사랑하라, 지금》 ... 고상혜 / 고옥경 역
- 2022년 TV조선 주말미니시리즈 《빨간풍선》... 나공주 역
- 2023년 KBS 2TV 주말연속극 《효심이네 각자도생》 ... 이선순 역

### 광고
- 생명보험협회
- 1977년 삼성전자 하이콜드냉장고 - 앵무새
- 1987년 엔유씨전자 엔유씨 믹서기
- 1988년 깨소미 - 주부의 대화
- 1988년 오뚜기 진라면 (feat 임채무, 강남길)
- 1988년 제일약품 노엘에스 (feat 임채무)
- 1989년 마미손 - 설거지
- 1989년 맥생 - 부부
- 1989년 유창 3F보일러 - 조용한보일러 편
- 1997년 일양약품 영비천에스 - 정때문에
- 2000년 롯데제과 어라 - 바닷가 편 (feat 노형욱)
- 2002년 팔도 비빔면 (feat 김민희)
- 2004년 KT 집전화 요금제 - 마음대로 고르세요 (feat 김정은)
- 2006년 오뚜기 미소라면 (feat 신구)
- 2007년 비씨카드 (feat 김태희)
- 2012년~2014년 명인제약 이가탄 (feat 백일섭, 김원희, 신동엽, 강호동)
- 2015년 농심 통밀콘 - 남자, 여자 싸우지 마세요
- 2021년 당진 중앙메디컬타워 (feat 박형준, 김시윤, 강채빈)

## 수상 경력
- 1973년 제12회 대종상 신인상 《처녀 사공》
- 1977년 제16회 대종상 여우주연상 《고가》
- 1977년 MBC 연기대상 영화배우부문
- 1978년 제14회 백상예술대상 영화부문 여자 최우수 연기상 《엄마 없는 하늘 아래 2》
- 1994년 MBC 연기대상 여자 최우수 연기상 《서울의 달》
- 1997년 KBS 연기대상 여자 최우수 연기상 《정 때문에》

## 참고 사항
- 1979년, 여자 영화배우 부문 <대중의 우상> 조사에서 27%로 1위를 차지하였다.[1]